# Wielki Młyn Miejski w Braniewie
Wielki Młyn Miejski (niem. Große Amtsmühle) – średniowieczny młyn wodny, założony ok. 1341 na rzece Pasłęce w Braniewie. Zbombardowany 9 lutego 1945 roku, później rozebrany.

## Historia

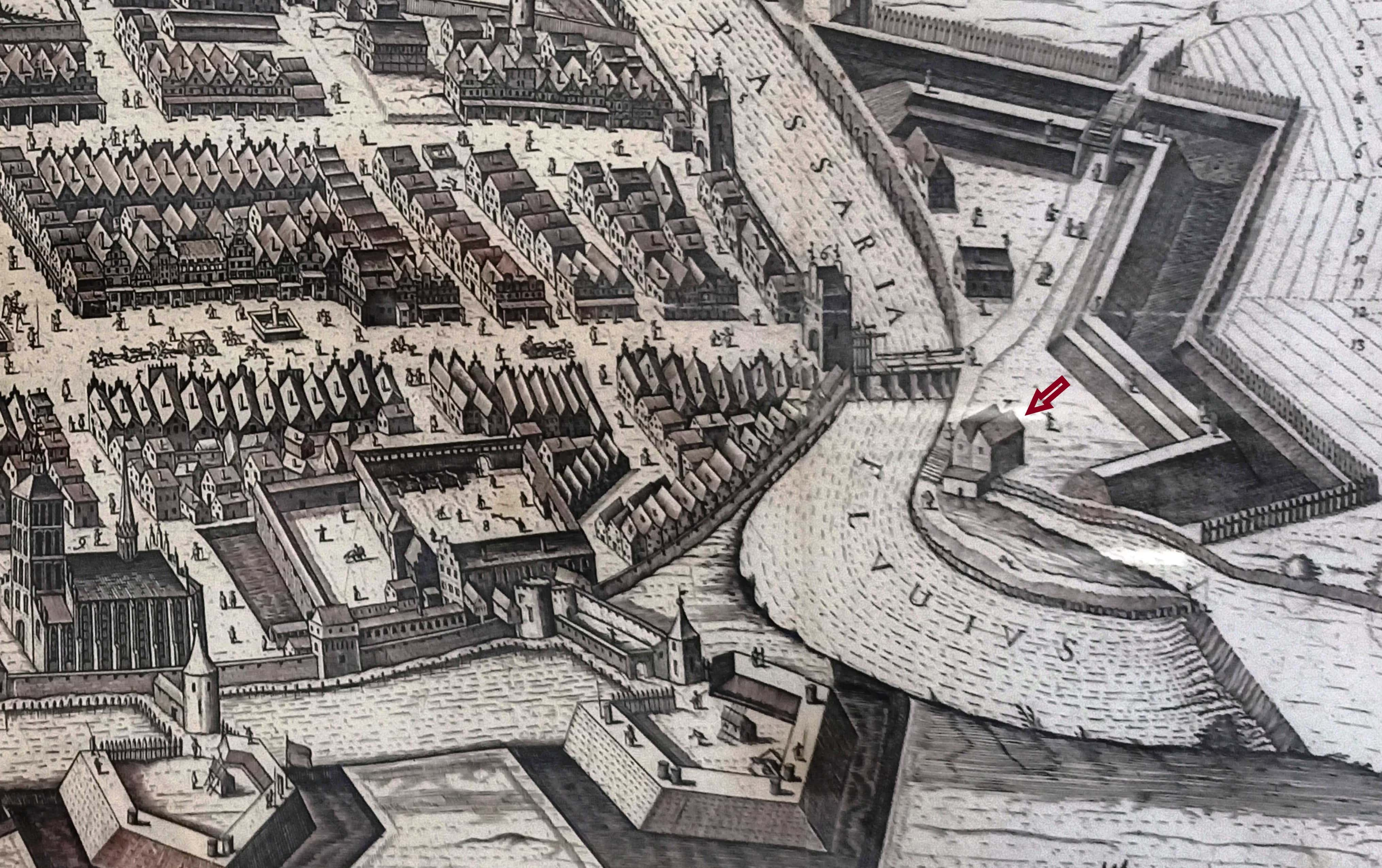
Młyn biskupi na planie Sterzla, 1635

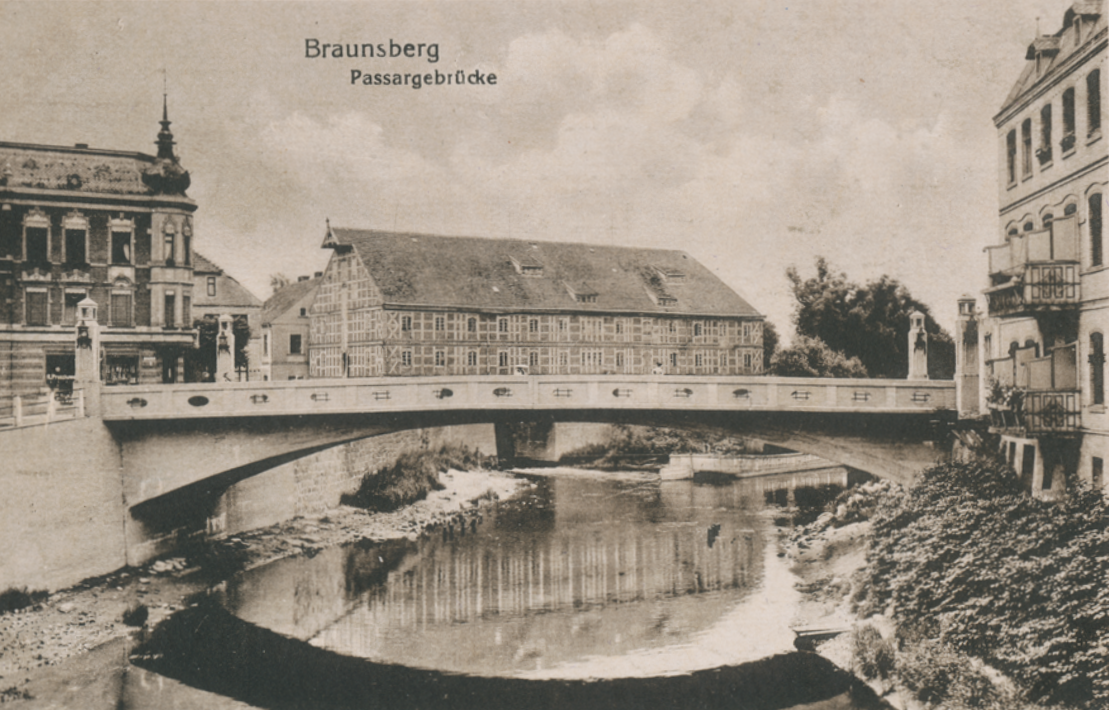
Młyn w tle za Mostem Młyńskim, pocz. XX w.

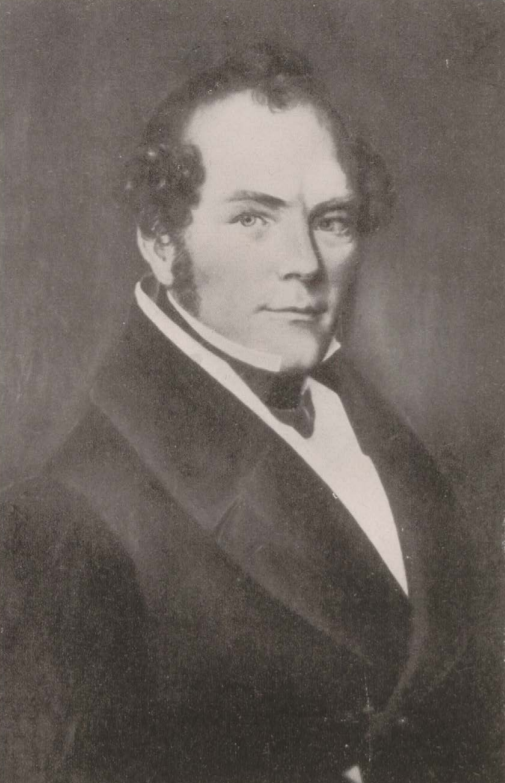
Ignatz Grunau, zleceniodawca budowy młyna z 1846

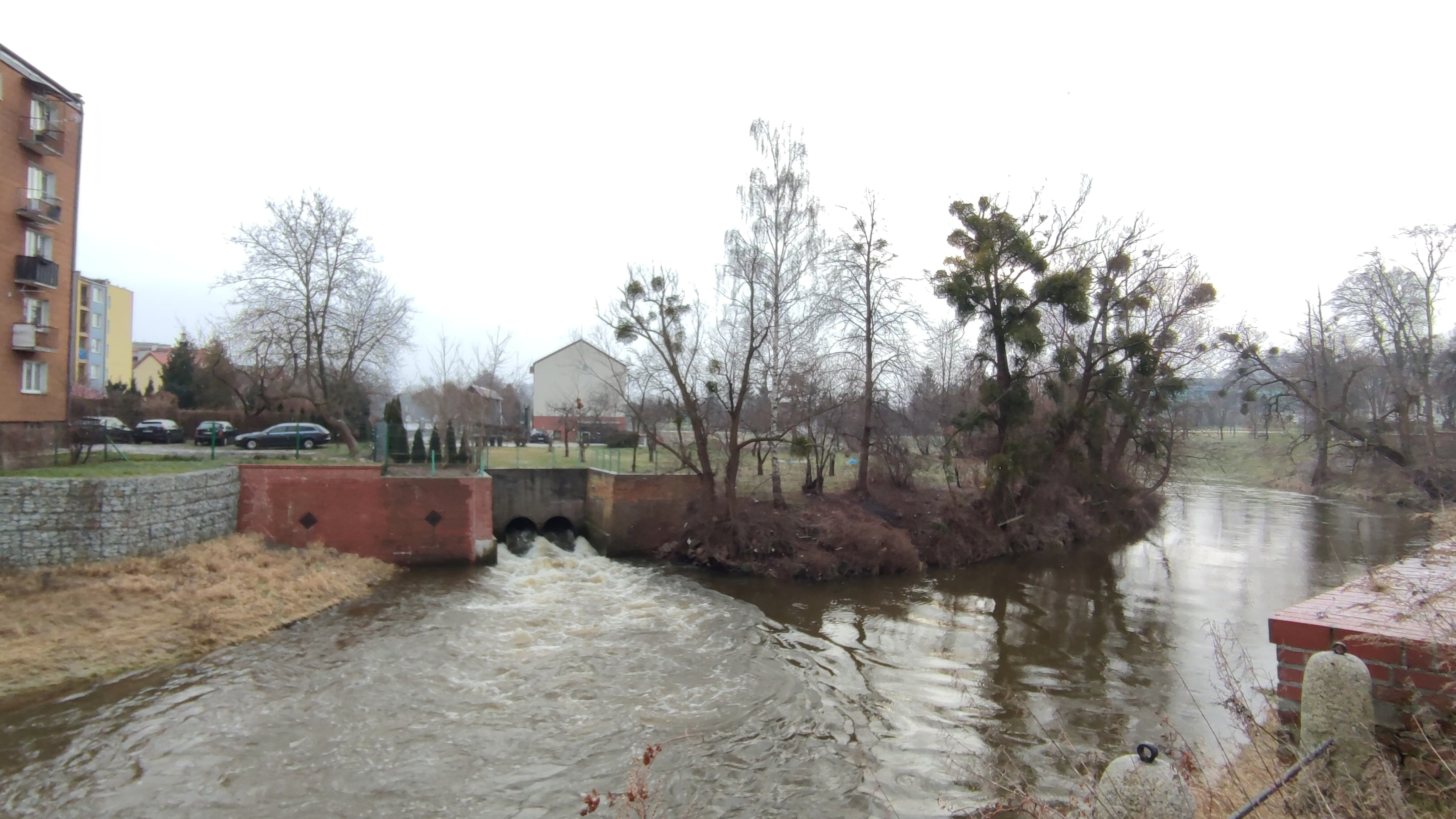
Współcześnie po młynie pozostał kanał i przepust wodny

Pierwszy młyn miasto Braniewo posiadało już przed 1284 rokiem, był to młyn Arnolda, najstarszy znany młyn wodny na Warmii. Jednak w celu zwiększenia dochodów biskupstwa biskup Herman z Pragi wydał zezwolenie na budowę nad rzeką Pasłęką w pobliżu zamku biskupiego drugiego młyna.
Pierwszy przekaz o drugim młynie biskupim jest poświadczony w roku 1294, z którego to młynarz Wicteramus miał płacić biskupowi czynsz w wysokości jednej grzywny rocznie (tyleż samo co z młyna Arnolda). Jednak brak jest o młynie innych informacji. Toteż również za datę lokacji młyna biskupiego podawany jest rok 1341, gdyż jest on wymieniony w akcie lokacyjnym Nowego Miasta Braniewa, na prawym brzegu Pasłęki. Skoro jednak młyn już istniał, musiał być zbudowany wcześniej. Młyn biskupi postawiony został w dogodnej lokalizacji – za jazem spiętrzającym wodę na Pasłęce w celu utrzymania odpowiedniego poziomu wody w fosie okalającej Stare Miasto. W dół biegu rzeki od młyna zaś znajdował się Most Młyński, umożliwiający transport i przejście na drugi brzeg rzeki.
Do 1772 młyn należał do biskupów warmińskich. Po I rozbiorze Polski, po którym Braniewo znalazło się w granicach państwa pruskiego, młyn został przejęty przez państwo. W 1779 dzierżawił go młynarz Anton Petzky. W 1800 ówczesny dzierżawca młyna Daniel Schauinsland otrzymał koncesję na dostawienie do młyna tartaku. W 1830 przejął go ich syn, rządowy nadzorca budowlany August Ferdinand Schaiunsland, za kwotę 10 000 talarów. Po jego śmierci w 1844 wdowa zaś wystawiła młyn na sprzedaż. Gdy pochodzący z Braniewa elbląski przedsiębiorca Ignatz Grunau przyjechał obejrzeć wystawiony na sprzedaż młyn, był on wówczas wyposażony w jedno koło podsiębierne i sześć przekładni (żaren); cały mechanizm był stary i wyeksploatowany, nowy był tylko budynek mieszkalny. Ignatz Grunau zdecydował się na jego kupno za kwotę 29 000 talarów. Przekazanie młyna nastąpiło 11 listopada 1845. Jeszcze w tym samym roku, w dniu 4 grudnia, Grunau odkupił od garbarza Ludwiga Sonnenstuhla położone poniżej młyna tartak i folusz służący obróbki sukna, w 1846 od władz Starego Miasta odkupił wagę młyńską, a od pobliskich rzemieślników trzy młyny garbarskie. Cały ten obszar połączył z terenem młyna miejskiego. Nastepnie rozebrał, mimo sprzeciwu władz, przestarzały i mało wydajny młyn i wybudował w tym miejscu nowoczesny, zaawansowany technologicznie potężny młyn wodny na 24 przekładnie (żarna) do mielenia zbóż i roślin oleistych.
Wyposażenie młyna zlecił znanej z nowoczesnych technologii firmie Ferdinanda Schichaua z Elbląga Schichau-Werke. 19 listopada 1846 nastąpiło poświęcenie młyna, połączone z ugoszczeniem przedstawicieli władz miasta Braniewa oraz przybyłych gości. Tempo prac było zadziwiające, podczas gdy jeszcze w maju 1846 stary młyn był w użyciu, to już 11 stycznia 1847 rozpoczęły pracę pierwsze 4 przekładnie (żarna) nowego przedsiębiorstwa.
Doceniono wówczas wagę inwestycji dla miasta, nikt nie krytykował już rozbiórki poprzedniej budowli, a gazeta Braunsberger Kreisblatt zachwycała się wielością nowoczesnych linii produkcyjnych młyna. Zwłaszcza że było czym: 4 żarna niemieckie, 8 amerykańskich, kilka następnych do mielenia jęczmienia, a do tego garbarnia i folusz. Całe jedno skrzydło młyna zostało przeznaczone wyłącznie do produkcji oleju, oprócz żaren zostało ono doposażone w prasy hydrauliczne i kocioł parowy do osuszania ziarna. Znajdowały się też urządzenia do oczyszczania produktów. Wszystkie te maszyny były napędzane energią tylko z dwóch kół młyńskich, które swoimi rozmiarami wzbudzały podziw zwiedzających. Całość cechowało doskonałe wykonanie w najdrobniejszych szczegółach.
Całe wyprodukowane zboże z pierwszego dnia działalności młyna w dniu 11 stycznia 1847 – 10 korców żyta – przeznaczył Ignatz Grunau dla ubogich mieszkańców Braniewa. Później również nie zapominał o najuboższych mieszkańcach, sprzedając im cały czas produkty po obniżonych cenach.
Tak potężny młyn, aby mógł wykorzystywać swoje moce, potrzebował odpowiednio dużego magazynu dla zboża w pobliżu. I tak już rok później, w 1848, nadarzyła się ku temu wyjątkowa okazja, gdyż na licytację został wystawiony znajdujący się przy braniewskim porcie potężny spichlerz Pod Złotym Lwem (Löwenspeicher), zbudowany w 1806 przez Johanna Oestreicha (1750–1833). Wkrótce, 19 lutego 1848, Ignatz Grunau stał się i jego właścicielem.

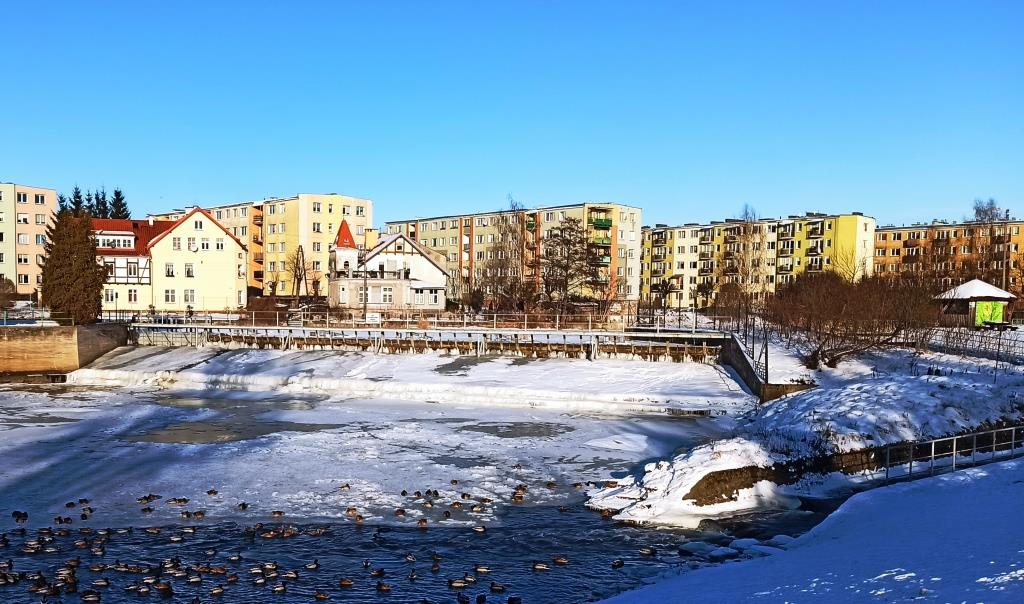
13 listopada 1857 uroczyście otwarta ostatnia budowla Grunaua – funkcjonujący do dziś jaz na Pasłęce

Po 1848 roku następuje zmierzch imperium Ignatza Grunaua. Wiosna Ludów wywraca dotychczasowe porządki, wojny prusko-duńskie i związanie z nimi blokady niemieckich portów przez Danię w latach 1848–1849 doprowadziły do bankructwa wielu przedsiębiorców. W 1850 bankrutuje również Ignatz Grunau, który zamknął zakłady i młyny w Elblągu i jedynie dzięki pomocy państwa zachował Wielki Młyn Miejski w Braniewie, który nadal funkcjonował i przynosił dochody. Grunau dalej inwestował w Braniewie – w 1857 za ok. 9 tys. talarów wybudował na 143 stopy długi i 23½ stopy szeroki jaz na Pasłęce (istniejący do dziś – na zdjęciu), ponadto zakupił jeszcze nowszą technologię do mielenia zboża w młynie.
Ignatz Grunau zmarł w 1868. Interesy po ojcu w Elblągu, a także młyn w Braniewie odziedziczył jego najstarszy syn George Grunau. Przekształcił on Wielki Młyn Miejski w akcyjną spółkę komandytową. W latach 70. XIX w. młyn stał się jednym z największych pod względem przerobu w całych Prusach Wschodnich i Zachodnich. Kolejnym właścicielem młyna został Ferdinand Schichau i odtąd należał on aż do końca II wojny światowej do założonej przez niego firmy Schichau-Werke. Ostatnim dyrektorem młyna, w latach 1920–1945, był Alfred Goldberg. W lutym 1945 działania wojenne dotarły do Braniewa. Podczas bombardowania miasta przez lotnictwo radzieckie w dniu 9 lutego Wielki Młyn Miejski został zniszczony. Prowadzone w latach 50. odgruzowywanie miasta dopełniło reszty – młyn został rozebrany. Podobny los spotkał zresztą spichlerz Pod Złotym Lwem, za to zbudowany w 1857 jaz na Pasłęce służy do dziś elektrowni wodnej, pozostając jedyną pamiątką po wielkich inwestycjach przedsiębiorcy Grunaua w Braniewie.